# Mar de Grises
Mar de Grises war eine 2000 gegründete und 2013 aufgelöste Death-Doom-Band.

## Geschichte
Mar de Grises wurde im Jahr 2000 in Santiago de Chile gegründet. Die Band debütierte 2004, nach einem Demo aus dem Jahr 2002, mit The Tatterdemalion Express über Firedoom Music und erlangte begleitet von internationalen Auftritten, unter anderem beim Firebox Festival in Finnland und beim Doom Shall Rise in Deutschland, eine annähernd globale Anerkennung. Es folgten Draining the Waterheart 2008 ebenfalls über Firedoom Music und Streams Inwards 2010 über Season of Mist. Im Jahr 2013 trennte sich Mar de Grises. Das Debütalbum und Draining the Waterheart wurden 2020 über The Vinyl Division als LP veröffentlicht.
In der aktiven Zeit wechselte die Gruppe mehrmals ihren Sänger. Nachdem Marcello Rodriguez 2005 die Gruppe verlassen hatte, trat Juan Escobar der Band bei. Dieser verließ Mar de Grises 2011 und wurde durch Germán Toledo ersetzt, der der Gruppe bis zu ihrer Auflösung erhalten blieb. In der Folge des Erfolgs von Mar de Grises, zum Teil noch zu aktiven Zeiten der Gruppe, formierten und beteiligten sich Musiker von Mar de Grises an weiteren Projekte wie Aura Hiemis, AstorVoltaires, Mourning Sun, Arrant Saudade oder Faal.

## Stil
Mar de Grises spielte einen progressiven und experimentellen Death Doom mit Elementen des Funeral Doom, Ambient und Post-Metal. Dabei, so die Banddarstellung des Webzines Doom-Metal.com, sei die Gruppe mit vielen Tempowechsel und atypische Pausen darauf konzentriert „einen satten atmosphärischen Klang sowie komplexe Strukturen zu erzeugen“. Die Band nutze solche Elemente, laut Rodrigo Gálvez, um Stimmungen und Erfahrungen auszudrücken, derweil die Stücke meist organisch im gemeinsamen Spiel entstünden. 

„Alles ist nützlich: Post Rock, Death- oder Black Metal, Hardcore, Progressive, Noise, oder Klassik, zeitgenössische Musik und Pop. Musikalische Elemente stehen im Dienst der Komposition, und es kümmert uns reichlich wenig, es ist nur Musik, wir brauchen nicht mehr von diesen serienmäßigen Labels wie „Ultra Emo Prog Doom“ oder ähnliche Kategorien für unsere Musik. Wir sind keine serienmäßigen Menschen.“

Im Ergebnis des Crossover-Gedankens der Musiker wird der Klang der Gruppe als „[s]chwermütiger Doom Metal mit rauhen Death Metal Elementen, Anleihen an Post-Rock und progressiven Strukturen, mit dem Charme von Avant-Garde“ kategorisiert. Dabei stünde „als Grundelement […] kalter bis melancholischer Doom-Death Richtung MY DYING BRIDE, MORGION, SHAPE OF DESPAIR“, Anathema und ähnlichen Interpreten. Als weitere Vergleichsgrößen werden Mourning Beloveth und Officium Triste angeführt. Dabei sei die Musik grob dem bekannten Spiel eines melodischen bis „weinerlichen Death Doom“ zuzuordnen und greife auf typische Elemente wie „schweres Gitarrenspiel, melodisches Keyboard, langsames Tempo und tiefe brutales Growling“ zurück. In diesem Spiel hebe sich Mar de Grises allerdings durch Progressivität und Experimentalität von anderen Vertretern des Genres ab. Diese Elemente seien besonders im Gitarren- sowie im Keyboard-Spiel präsent. So „de-strukturieren“ Mar de Grises ihre „Riffs und lassen sie den Hörer in einer glatten Klangwand überfluten, anstatt in einer Abfolge eindeutiger Akkorde.“

„Doom Metal, aber mit starkem progressivem Einschlag und einer Vielzahl von elektronischen Elementen. Dabei handelt es sich nicht nur um klassische Keyboard-Streicher, sondern auch um wabernde Synthesizerklänge und merkwürdige Geräusche, die zwischen Rauschen und Knacken pendeln. Dazu gesellen sich Riffs, deren Machart von Doom-Hausmannskost bis zu dissonanten Spezialitäten reicht, die durch ziemlich abartige Klänge („Töne“ kann man das nicht mehr nennen) noch verstärkt werden. Die Wiedergabe der Texte, die sowohl in Spanisch als auch in Englisch daherkommen, erfolgt meist durch tiefes Growling, doch gelegentlich lassen die Chilenen auch stimmigen Klargesang […] oder kaum hörbares Flüstern ertönen.“

## Rezeption

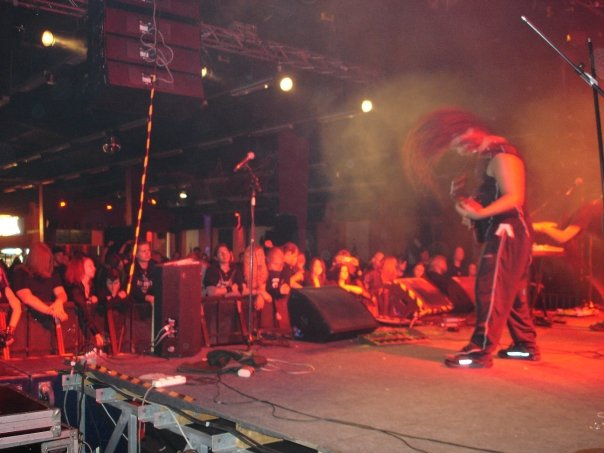
Rodrigo Morris mit Mar de Grises beim Firebox-Festival

Bereits das Demo von Mar de Grises wurde von Arnstein H. Pettersen für Doom-Metal.com als einzigartig und besonders gelobt. Seiner Besprechung schloss er die Hoffnung an, „dass jemand, der für ein Label arbeitet, das Genie dieser Band sieht und ihnen einen Vertrag anbietet.“ Alle danach in Kooperation mit international agierenden Firmen veröffentlichten Alben erlangten weltweit Popularität und wurden überwiegend positiv, teils überschwänglich, rezensiert.

### The Tatterdemalion Express
Das Debütalbum wurde international als „eines der kraftvollsten Debüts“ (Doom-Metal.com), „ein Werk, das großen Respekt verdient“ habe (Metal.de), überraschend progressiv und innovativ wirke (Metallized.it), „flexibel und erfrischend“ wirke (Metal.Nightfall.fr), „ein äusserst interessantes, abwechselungsreiches, anspruchsvolles Debut“ sei (Darkscene.at), „Musik zum Entdecken, zum Atmen, zum (Er)Leben, nicht nur so zum Hören“ präsentiere (Metal1.info) und die bisher beste Veröffentlichung des Labels darstelle (Chronicles of Chaos) hoch gelobt. Insbesondere die Kombination aus wahrgenommener Progressivität, Qualität und der Tatsache, dass das Album das Debüt einer Band aus dem für Metal eher unpopulären Chile darstellt wurde mehrfach von Rezensenten herausgestellt.

„Though THE TATTERDEMALION EXPRESS is only the band’s first album, it is of such intensely painful high quality that it is nigh impossible to imagine that the band are new to the scene.“

„Obwohl The Tatterdemalion Express das erste Album der Band ist, ist es von solch schmerzhaft hoher Qualität, dass man sich kaum vorstellen kann, dass die Band neu in der Szene ist.“

### Draining the Waterheart
Draining the Waterheart wurde, neben einer erneuten Fülle internationaler Webzines durch Magazine wie Metal Hammer und Rock Hard rezensiert. Andreas Schiffmann bemängelte eine schwere Zugänglichkeit und nannte das Album für Musikreviews.de eine „Angelegenheit für Spezialisten“. Für Rock Hard bemängelte Tobias Blum den Mittelteil des Albums als langweilig, lobte den Beginn jedoch als famos und den Abschluss als Beleg dafür, dass Mar de Grises „wenn sie nur wollen, mit den besten und finstersten Bands unserer Tage mithalten können.“ Yiannis Dafopoulos sah sich als falsche Person das Album für Metal Temple zu rezensieren und beklagte den Musikstil, attestierte der Gruppe jedoch „einen großartigen Job“ in ihrem Metier gemacht zu haben.
Frank Hellweg hob in seiner für Vampster verfassten Besprechung die Leistung von Juan Escobar als neuen Sänger hervor. Als solcher sei dieser „noch eindringlicher und vor allem sauberer als Vorgänger Marcelo Rodriguez.“ Ebenso wirke die Musik „noch runder, noch ausgefeilter, ohne dabei berechnend zu klingen.“ „Jeder Song“ trage „eine individuelle Note, ein Erkennungszeichen“ der Band und zeige so, „dass sich die Chilenen ohne Scheu unter bekannte Bands wie NOVEMBERS DOOM oder OPETH reihen“ könnten, hieß es für Metal.de. Auch Christian Hector verwies in seiner, für Metal Hammer verfassten Besprechung darauf, dass sich Mar de Grises „nach wie vor an den europäischen Größen orientiert“, dennoch sei es den Musikern gelungen „ihre Musik in Bahnen zu lenken, die jedem Death Doom-Fan gefallen sollten. Besonders auffallend erscheinen die ruhigen, fast Ambient-artigen Passagen.“ Es sei „ein ziemlicher Geniestreich“ lautete das für Metal1.info verfasste Urteil. Draining the Waterheart sei ein „Must-Have“ oder eine „Scheibe [die] man als Genreliebhaber auf alle Fälle im Regal stehen“ haben sollte, „eine der besten und originellsten Veröffentlichungen im Doom Metal der letzten Zeit“ und ähnlich hoch angesetzte Empfehlungen wurden indes häufig formuliert.

„Freunde hochwertigen, melodischen Doom Metals mit eigener Identität und einem gewissen technischen Anspruch können mit diesem intensiven, tieftraurigen und dennoch wunderschönen Trip nichts falsch machen.“

### Streams Inwards
Auch Streams Inwards wurde mehrheitlich hoch gelobt. So sei dies Album „sehr gut“ hieß es für Metal Temple, derweil die von Tobias Gerber für Metal Hammer verfasste Rezension es als „ein ungemein starkes Album“ lobte, „das zwischen Kerzen, Wein und Headbangen komplett überzeugt.“ Auch weitere Rezensenten beschrieben die Musik als „sorgfältig ausgearbeitete[n], unkonventionelle[n] und inspirierte[n] Doom Metal“. Das Ergebnis sei ein Doom Metal der „Momente großer Musikalität“ aufweise und damit „intensiver Emotionen hervorrufen“ könne, sowie Musik „durchaus überzeugen“ könne sofern „man dem Trauerweidensound zugeneigt“ sei. Für Powermetal.de schrieb Björn Backes, Streams Inwards sei ein „Höhepunkt […] in allen Belangen“. Auch, so Lennart Riepenhusen für Metalnews, weise das Album „eine für atmosphäreträchtigen Doom Metal geradezu verschwenderisch anmutende Musikalität“ auf.

„Als Fazit lässt sich nur sagen, dass jeder, der offen für neues ist und sich nicht von eher komplexen Songstrukturen (Refrain-Strophe-Refrain sucht man auf dem Album fast vergebens) abschrecken lässt, unbedingt mal ein Ohr riskieren soll. In eine Schublade einordnen lassen sich MAR DE GRISES fast gar nicht, daher sollte sowohl die Doom-Fraktion, als auch die Post-Rock Fraktion Interesse daran zeigen. Es ist nicht leicht, in das Album reinzufinden, da es zeitweise sehr komplex ist, wenn man allerdings einmal reingefunden hat, will man so schnell nicht mehr hinaus.“

## Diskografie
- 2002: Demo 2002 (Demo, Selbstverlag; 2009, Firedoom Music)
- 2004: The Tatterdemalion Express (Album, Firebox Record; 2020, The Vinyl Division)
- 2008: Draining the Waterheart (Album, Firebox Record; 2020, The Vinyl Division)
- 2010: Streams Inwards (Album, Season of Mist)